# Allochthonius borealis
Allochthonius borealis är en spindeldjursart som beskrevs av Sato 1984. Allochthonius borealis ingår i släktet Allochthonius och familjen käkklokrypare. Inga underarter finns listade i Catalogue of Life.